# سینوپ، ماتو گروسو
سینوپ (به پرتغالی: Sinop) یک شهر در برزیل است که در ماتو گروسو واقع شده‌است.

## خصوصیات
سینوپ ۳٬۱۹۴٫۳۳۹ کیلومترمربع مساحت و ۱۱۶٬۰۱۳ نفر جمعیت دارد و ۳۸۴ متر بالاتر از سطح دریا واقع شده‌است.